# Casa do General Osório
A Casa do General Osório é um casarão histórico, construída no século XVIII. Foi a residência de General Manuel Luís Osório, Marquês de Herval. A casa está localizada no Centro da cidade do Rio de Janeiro. O casarão é um patrimônio histórico tombado pelo Instituto do Patrimônio Histórico e Artístico Nacional (IPHAN), na data de 14 de fevereiro de 1949, sob o processo de nº 150.T.1938.
Atualmente abriga o Museu do Exército e a  Academia Brasileira de Filosofia.

## História
O solar serviu de residência ao General Manuel Luís Osório, entre os anos de 1877 e 1879, quando veio a falecer. No ano de 1938, o imóvel já tombado pelo IPHAN, passou a ser propriedade de Roza Paule Claire Lambert, que herdou a casa de sua tia Hermínia Ubellart Lengruber. Após um incêndio, ocorrido em 1950, Roza Paule Claire Lambert manda construir 17 casas tipo cortiço, no fundo do terreno, sem a autorização do IPHAN. Em 1955, após um longo processo na justiça entre a proprietária e o IPHAN, o instituto resolve restaurar o imóvel, mas não desapropriando as famílias de baixa renda que residiam no local. O cortiço cresceu de tal forma e com situação insalubre, que chamou atenção da mídia e foi descoberto atos ilícitos no processo. No ano de 1959, o General Estevão Leitão de Carvalho, através do Ministério da Guerra, conseguiu um pleito para a desapropriação do imóvel, e verba para a restauração do casarão para sediar o Museu do Exército e do Instituto de Geografia e História Militar do Brasil.   Em 2003, passou a sediar a Academia Brasileira de Filosofia.

## Arquitetura
O solar de um pavimento possui arquitetura neoclássica, com traços ecléticos. Na fachada, revestida de azulejos, há duas portas em cada lado e treze janelas entre as portas, todos os vãos com verga em arco na parte superior. No telhado há uma platibanda em sua base. No interior do imóvel há um hall de entrada com piso em pedras que dá acesso ao pátio interno e o jardim.